# Самара (аеропорт)
Аеропорт Курумоч (IATA: KUF, ICAO: UWWW) — міжнародний аеропорт міста Самара. Аеропорт Курумоч розташований за 35 км на північ від Самари, 45 км на схід від Тольятті і за 7 км на північний схід від села Курумоч. Аеропорт Курумоч був базою збанкрутілої авіакомпанії «Самара».
Летовище Курумоч 1 класу, придатне для більшості типів повітряних суден, має в своєму розпорядженні 50 місць для стоянки різних розмірів.

## Історія
Аеропорт побудовано на початку 1960-х років у зв'язку з потребою експлуатації сучасних висотно-швидкісних літаків, що вимагають ВПС великих розмірів; що був на той момент у Куйбишеві аеропорт Смишляєвка не задовольняв таким вимогам, а можливості розширення аеропорту не було (з півночі аеродром Смишляєвка обмежений залізницею, з півдня - заплавою річки Самара, із заходу - аеродромом Безім'янка, зі сходу - селищем Смишляєвка). У 1986 році завершено будівництво другого ВПП, яка дала змогу приймати літаки «Іл-86».
Під оперативним управлінням аеропорту Курумоч знаходиться вертодром «Волзький Утьос», реконструйований у 2007 до саміту «Росія - ЄС». Керівництво Курумоч пропонує пов'язати ланцюжком вертолітних перевезень місцеві аеродроми: крім власне Курумоч і «Волзького Утьоса», це аеродроми Смишляевка і Тольятті. Передбачається використовувати також аеродроми державної авіації: Сизрань (Троєкуровка), Бобровка, Кряж, Рождествено, Кінель-Черкаси, Безенчук. Крім того, є можливість побудувати вертодроми в інших райцентрах області, а також на березі Волги в межі Самари і в селі Ширяєве.

## Авіакомпанії та напрямки, листопад 2020

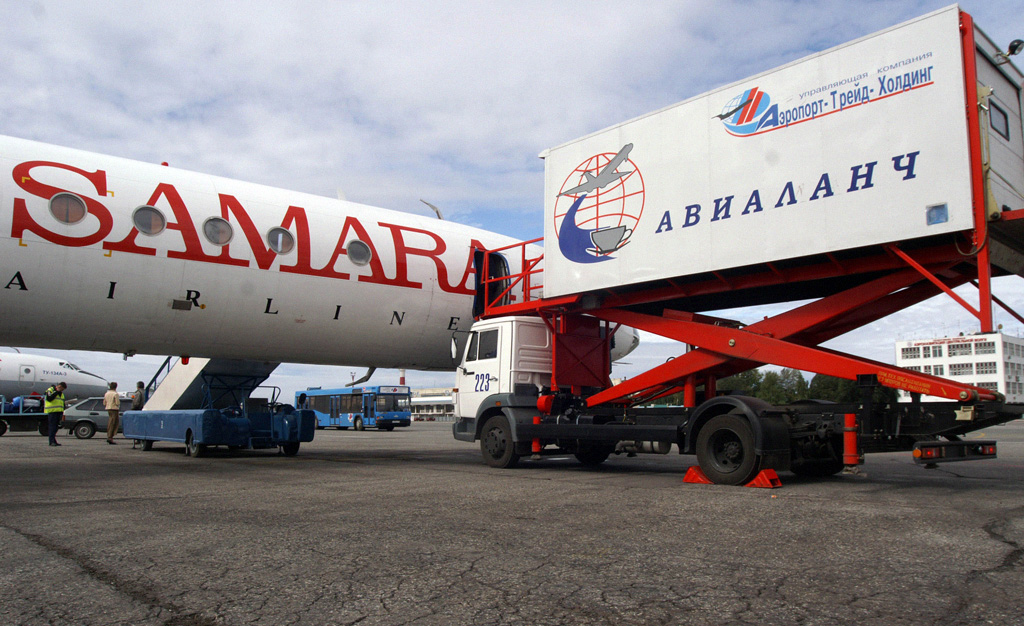
Samara Airlines Tu-134 підготовка до польоту в аеропорту Курумоч

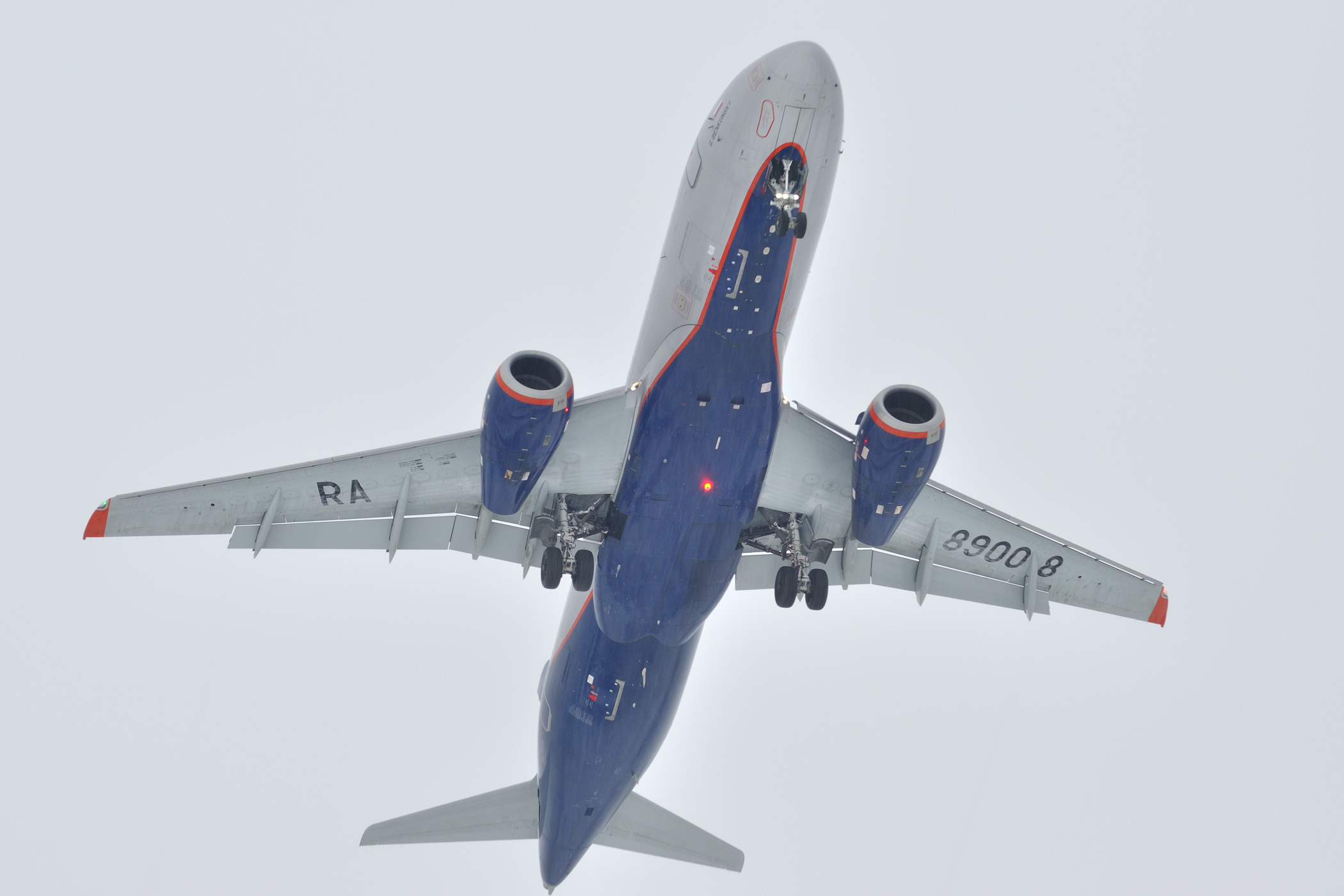
Aeroflot Sukhoi Superjet 100 здійснює посадку в аеропорту Курумоч

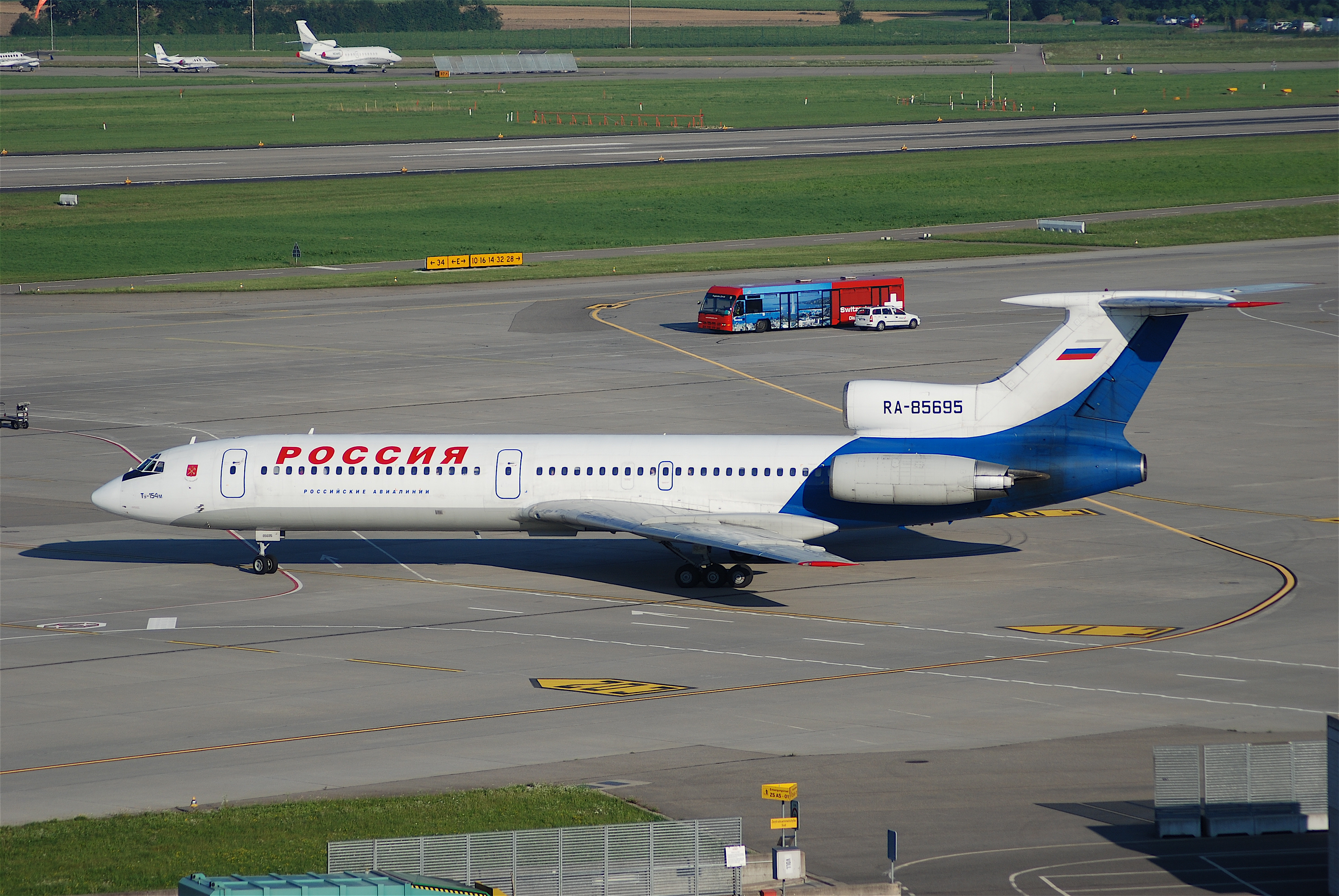
Rossiya (airline) Tu-154M на стоянці в аеропорту Курумоч

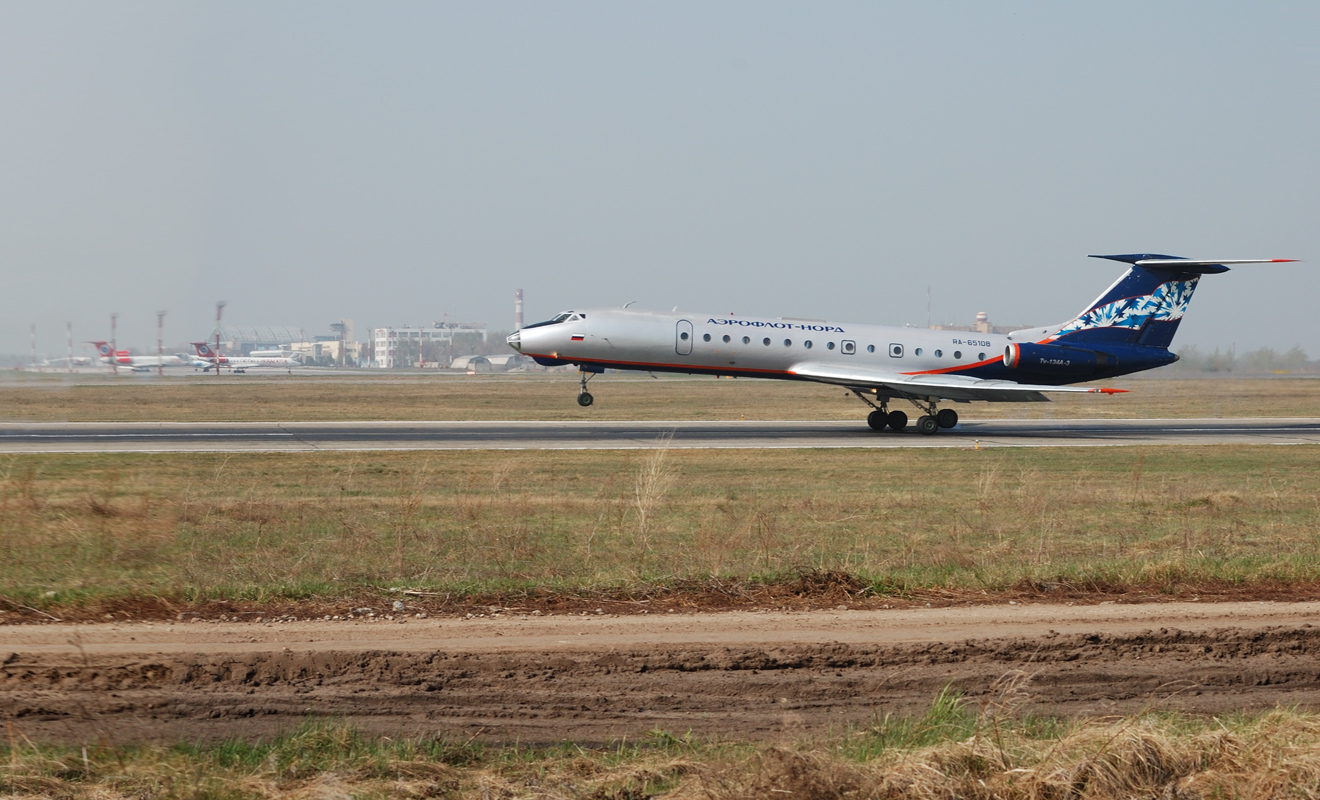
Aeroflot-Nord Tu-134A злітає в аеропорту Курумоч

### Пасажирські
| Авіакомпанія       | Пункт призначення                                                                                 |
| ------------------ | ------------------------------------------------------------------------------------------------- |
| Aeroflot           | Москва-Шереметьєво                                                                                |
| Алроса             | Мирний, Москва-Домодєдово                                                                         |
| Азимут             | Ростов-на-Дону, Мінеральні Води Краснодар                                                         |
| Azur Air           | Сезонний чартер: Дубай-Аль-Мактум, Гоа, Камрань, Пхукет                                           |
| Ellinair           | Сезонний чартер: Салоніки                                                                         |
| flydubai           | Сезонний: Дубай                                                                                   |
| I-Fly              | Сезонний чартер: Санья                                                                            |
| IrAero             | Баку, Калінінград, Нижній Новгород, Новий Уренгой, Санкт-Петербург, Волгоград                     |
| Izhavia            | Сезонний чартер: Новий Уренгой                                                                    |
| Nordwind Airlines  | Стамбул Сезонний чартер: Камрань, Пхукет, Паттайя                                                 |
| Pegas Fly          | Єреван Сезонний чартер: Дубай-Аль-Мактум                                                          |
| Red Wings          | Москва-Домодєдово Сезонний чартер: Анталія                                                        |
| Rossiya            | Санкт-Петербург Сезонний чартер: Сочі                                                             |
| Royal Flight       | Сезонний чартер: Дубай-Аль-Мактум, Гоа                                                            |
| RusLine            | Сиктивкар                                                                                         |
| S7 Airlines        | Москва-Домодєдово, Новосибірськ                                                                   |
| Smartavia          | Санкт-Петербург                                                                                   |
| Smartwings         | Прага                                                                                             |
| Turkish Airlines   | Стамбул                                                                                           |
| Ural Airlines      | Душанбе, Худжанд, Москва-Домодєдово, Ноябрськ, Сімферополь, Сочі, Єреван Сезонний: Анталія, Тиват |
| Utair              | Москва-Внуково, Нижньовартовськ, Єкатеринбург Сезонний: Когалим, Сабетта, Сургут, Уфа             |
| UVT Aero           | Челябінськ, Казань, Новий Уренгой, Омськ, Перм, Салехард                                          |
| Uzbekistan Airways | Ташкент                                                                                           |
| Yamal Airlines     | Мирний, Тюмень                                                                                    |

### Вантажні
| Авіакомпанія        | Пункт призначення   |
| ------------------- | ------------------- |
| ASL Airlines France | Париж-Шарль де Голь |

## Статистика
| Рік  | Пасажирообіг | % Зміна |
| ---- | ------------ | ------- |
| 2010 | 1,570,911    | ▬       |
| 2011 | 1,740,641    | ▲ 10.8% |
| 2012 | 1,890,483    | ▲ 8.6%  |
| 2013 | 2,167,728    | ▲ 14.7% |
| 2014 | 2,377,418    | ▲ 9.7%  |
| 2015 | 2,208,129    | ▼ 7.1%  |
| 2016 | 2,091,818    | ▼ 5.3%  |
| 2017 | 2,649,426    | ▲ 26.7% |